# گورستان ولیران
گورستان ولیران تپه‌ای سنگلاخی با گورهایی اشکانی و زیرساختی بازمانده از قلعه‌ای ساسانی است. دیرینگی این تپهٔ باستانی از هنگام شاهنشاهی مهرداد دوم تا شهریاری خسروپرویز برآورد شده‌است. این محوطهٔ تاریخی در شهر دماوند و میان محلهٔ ولیران (وله‌رون) و روستای شلمبه جای‌گرفته است. گرچه تپهٔ ولیران در فهرست آثار ملی ایران به ثبت رسیده‌است، در سال ۱۳۹۰ دانشگاه علم و صنعت با حکم دادستانی از بازسازی آن جلوگیری کرد.
یافته‌های کاوشهای سالهای ۸۶–۱۳۸۵ در انبار موزهٔ ملی نگهداری می‌شود. در این کاوشها ۸ سکهٔ نقرهٔ ساسانی، ۳ سفال‌نوشته به خط پهلوی ساسانی و ۷ سکهٔ نقرهٔ اشکانی از دوران پادشاهی اردوان دوم، مهرداد دوم، ارد یکم و سنتروک بدست آمد.